# Turn- und Sportgemeinschaft 1899 Hoffenheim 2013-2014
Questa voce raccoglie le informazioni riguardanti il Turn- und Sportgemeinschaft 1899 Hoffenheim nelle competizioni ufficiali della stagione 2013-2014.

## Stagione
Nella stagione 2013-2014 l'Hoffenheim, allenato da Markus Gisdol, concluse il campionato di Bundesliga al 9º posto. In coppa di Germania l'Hoffenheim fu eliminato agli ottavi di finale dal Wolfsburg.

## Maglie e sponsor
Lo sponsor tecnico per la stagione 2013-2014 fu Puma, mentre lo sponsor ufficiale fu SAP. La divisa casalinga era composta da una maglietta blu con strisce fini bianche, pantaloncini e calzettoni blu. Quella da trasferta era invece completamente bianca con inserti blu. La terza divisa era invece totalmente nera, con inserti celesti.
| Casa | Trasferta | Terza divisa |

## Rosa
| N. |                        | Ruolo | Calciatore         |
| -- | ---------------------- | ----- | ------------------ |
| 1  | Germania (bandiera)    | P     | Tim Wiese          |
| 2  | Germania (bandiera)    | D     | Andreas Beck       |
| 3  | Germania (bandiera)    | D     | Matthias Jaissle   |
| 4  | Germania (bandiera)    | D     | Stefan Thesker     |
| 5  | Paesi Bassi (bandiera) | D     | Edson Braafheid    |
| 6  | Germania (bandiera)    | D     | Sebastian Rudy     |
| 7  | Germania (bandiera)    | C     | Boris Vukčević     |
| 8  | Polonia (bandiera)     | C     | Eugen Polanski     |
| 9  | Germania (bandiera)    | A     | Sven Schipplock    |
| 10 | Brasile (bandiera)     | A     | Roberto Firmino    |
| 11 | Svezia (bandiera)      | C     | Jiloan Hamad       |
| 12 | Germania (bandiera)    | C     | Tobias Strobl      |
| 13 | Germania (bandiera)    | P     | Jens Grahl         |
| 14 | Norvegia (bandiera)    | A     | Tarik Elyounoussi  |
| 15 | Francia (bandiera)     | D     | Matthieu Delpierre |
| 16 | Stati Uniti (bandiera) | D     | Fabian Johnson     |
| 17 | Germania (bandiera)    | C     | Tobias Weis        |
| 19 | Argentina (bandiera)   | D     | David Abraham      |
| 20 | Tunisia (bandiera)     | C     | Ahmed Sassi        |

| N. |                                 | Ruolo | Calciatore         |
| -- | ------------------------------- | ----- | ------------------ |
| 21 | Germania (bandiera)             | D     | Kevin Akpoguma     |
| 22 | Brasile (bandiera)              | C     | Bruno Nazário      |
| 23 | Bosnia ed Erzegovina (bandiera) | C     | Sejad Salihović    |
| 24 | Germania (bandiera)             | D     | Patrick Schorr     |
| 25 | Germania (bandiera)             | D     | Niklas Süle        |
| 26 | Germania (bandiera)             | P     | Tim Paterok        |
| 27 | Francia (bandiera)              | A     | Anthony Modeste    |
| 28 | Germania (bandiera)             | P     | Alexander Stolz    |
| 29 | Danimarca (bandiera)            | D     | Jannik Vestergaard |
| 30 | Belgio (bandiera)               | P     | Koen Casteels      |
| 31 | Germania (bandiera)             | A     | Kevin Volland      |
| 32 | Brasile (bandiera)              | C     | Guilherme Biteco   |
| 32 | Germania (bandiera)             | C     | Vincenzo Grifo     |
| 33 | Germania (bandiera)             | D     | Robin Szarka       |
| 34 | Turchia (bandiera)              | A     | Kenan Karaman      |
| 36 | Germania (bandiera)             | D     | Jeremy Toljan      |
| 38 | Germania (bandiera)             | C     | Kai Herdling       |
| 39 | Germania (bandiera)             | A     | Andreas Ludwig     |

## Calciomercato

### Sessione estiva(dal 01/07 al 31/08)
| Arrivi           | Arrivi             | Arrivi              | Arrivi        |
| R.               | Nome               | da                  | Modalità      |
| ---------------- | ------------------ | ------------------- | ------------- |
| P                | Alexander Stolz    |                     | svincolato    |
| D                | Kevin Akpoguma     | Karlsruhe           | definitivo    |
| D                | Edson Braafheid    | Twente              | fine prestito |
| C                | Bruno Nazário      | Tombense            | definitivo    |
| A                | Igor De Camargo    | Borussia M'gladbach | definitivo    |
| A                | Joseph-Claude Gyau | St. Pauli           | fine prestito |
| A                | Anthony Modeste    | Bordeaux            | definitivo    |
| A                | Tarik Elyounoussi  | Rosenborg           | definitivo    |
| Altre operazioni |                    |                     |               |
| R.               | Nome               | da                  | Modalità      |
| A                | Knowledge Musona   | Augusta             | fine prestito |

| Partenze | Partenze            | Partenze              | Partenze      |
| R.       | Nome                | a                     | Modalità      |
| -------- | ------------------- | --------------------- | ------------- |
| P        | Gomes               | Tottenham             | fine prestito |
| D        | Luis Advíncula      | Ponte Preta           | prestito      |
| D        | Chris               |                       | svincolato    |
| D        | Patrick Ochs        | Wolfsburg             | fine prestito |
| C        | Afriyie Acquah      | Parma                 | prestito      |
| C        | Filip Malbašić      | Partizan              | prestito      |
| C        | Júnior Ponce        | Alianza Lima          | prestito      |
| C        | Sandro Wieser       |                       | svincolato    |
| C        | Daniel Williams     | Reading               | definitivo    |
| A        | Igor De Camargo     | Standard Liegi        | definitivo    |
| A        | Eren Derdiyok       | Bayer Leverkusen      | prestito      |
| A        | Michael Gregoritsch |                       | svincolato    |
| A        | Joselu              | Eintracht Francoforte | prestito      |
| A        | Knowledge Musona    | Kaizer Chiefs         | prestito      |
| A        | Stephan Schröck     |                       | svincolato    |
| A        | Takashi Usami       | Gamba Osaka           | fine prestito |

### Sessione invernale(dal 01/01 al 31/01)
| Arrivi           | Arrivi         | Arrivi      | Arrivi        |
| R.               | Nome           | da          | Modalità      |
| ---------------- | -------------- | ----------- | ------------- |
| C                | Jiloan Hamad   |             | svincolato    |
| Altre operazioni |                |             |               |
| R.               | Nome           | da          | Modalità      |
| D                | Luis Advíncula | Ponte Preta | fine prestito |

| Partenze | Partenze           | Partenze              | Partenze   |
| R.       | Nome               | a                     | Modalità   |
| -------- | ------------------ | --------------------- | ---------- |
| P        | Tim Wiese          |                       | svincolato |
| D        | Luis Advíncula     | Sporting Cristal      | prestito   |
| D        | Matthieu Delpierre | Utrecht               | definitivo |
| C        | Guilherme Biteco   | Grêmio                | prestito   |
| C        | Vincenzo Grifo     | Dinamo Dresda         | prestito   |
| C        | Andreas Ludwig     | Monaco 1860           | prestito   |
| C        | Tobias Weis        | Eintracht Francoforte | prestito   |

## Organigramma societario
Area tecnica
- Allenatore: Markus Gisdol
- Allenatore in seconda: Frank Fröhling, Frank Kaspari
- Preparatore dei portieri: Zsolt Petry
- Preparatori atletici: Nicklas Dietrich, Kai Kraft, Otmar Rösch, Christian Neitzert

## Risultati

### Bundesliga

#### Girone di andata
| Arbitro: | Kinhöfer |

|                         |           |                        |
| Abraham 34’ Modeste 51’ | Marcatori | 54’ Frantz 57’ Ginczek |

| Arbitro: | Perl |

|                          |           |                                              |
| van der Vaart 44’ (rig.) | Marcatori | 5’, 77’ Firmino 50’ Volland 67’, 74’ Modeste |

| Arbitro: | Stieler |

|                                            |           |                              |
| Salihović 9’ (rig.) Volland 25’ Strobl 77’ | Marcatori | 13’ Sorg 29’ Guédé 65’ Freis |

| Arbitro: | Drees |

|                                                   |           |                         |
| Rüdiger 12’ Ibišević 19’, 47’, 63’ Maxim 28’, 55’ | Marcatori | 26’ Volland 87’ Firmino |

| Arbitro: | Dingert |

|                         |           |            |
| Modeste 45’ Volland 54’ | Marcatori | 75’ Hrgota |

| Arbitro: | Fritz |

|               |           |             |
| Olić 44’, 48’ | Marcatori | 15’ Modeste |

| Arbitro: | Siebert |

|                                            |           |                                |
| Modeste 16’ Firmino 48’ (rig.) Abraham 61’ | Marcatori | 3’ Boateng 13’ Matip 40’ Höger |

| Arbitro: | Stark |

|                             |           |                         |
| Choupo-Moting 82’ Malli 90’ | Marcatori | 14’ Volland 22’ Firmino |

| Arbitro: | Brych |

|                |           |                      |
| Schipplock 88’ | Marcatori | 26’ Sam 70’ Kießling |

| Arbitro: | Stieler |

|          |           |                                                    |
| Sané 56’ | Marcatori | 10’ (rig.) Salihović 18’ Herdling 62’, 64’ Firmino |

| Arbitro: | Welz |

|          |           |                          |
| Süle 34’ | Marcatori | 39’ Mandžukić 75’ Müller |

| Arbitro: | Aytekin |

|                           |           |                                      |
| Salihović 70’ (rig.), 81’ | Marcatori | 13’ Ben-Hatira 53’ (rig.), 84’ Ramos |

| Arbitro: | Meyer |

|                   |           |  |
| Altıntop 17’, 23’ | Marcatori |  |

| Arbitro: | Stark |

|                                                           |           |                                                     |
| Salihović 12’ (rig.), 18’ (rig.) Volland 49’ Herdling 53’ | Marcatori | 45’ (rig.) Hunt 45’ Elia 59’ Petersen 90’ Bargfrede |

| Arbitro: | Sippel |

|            |           |                            |
| Joselu 48’ | Marcatori | 46’ Schipplock 51’ Firmino |

| Arbitro: | Zwayer |

|                            |           |                             |
| Schipplock 17’ Volland 37’ | Marcatori | 44’ Aubameyang 67’ Piszczek |

| Arbitro: | Winkmann |

|                  |           |  |
| Oehrl 29’ (rig.) | Marcatori |  |

#### Girone di ritorno
| Arbitro: | Kircher |

|                                         |           |  |
| Chandler 24’ Drmić 41’, 70’ Ginczek 48’ | Marcatori |  |

| Arbitro: | Perl |

|                              |           |  |
| Firmino 4’ Süle 44’ Beck 60’ | Marcatori |  |

| Arbitro: | Kinhöfer |

|            |           |             |
| Schmid 68’ | Marcatori | 85’ Modeste |

| Arbitro: | Dankert |

|                                                    |           |             |
| Schipplock 12’, 66’ Volland 49’ Firmino 90’ (rig.) | Marcatori | 78’ Rüdiger |

| Arbitro: | Stieler |

|                           |           |                                  |
| Herrmann 4’ Jantschke 18’ | Marcatori | 56’ Firmino 82’ (rig.) Salihović |

| Arbitro: | Schmidt |

|                                                                          |           |                      |
| Firmino 4’ Süle 37’ Modeste 39’, 43’ Salihović 82’ (rig.) Schipplock 86’ | Marcatori | 15’ Dost 76’ Perišić |

| Arbitro: | Hartmann |

|                                  |           |  |
| Huntelaar 6’, 28’, 79’ Obasi 55’ | Marcatori |  |

| Arbitro: | Siebert |

|                          |           |                                               |
| Polanski 49’ Firmino 52’ | Marcatori | 67’ Choupo-Moting 73’ Saller 75’, 90’ Okazaki |

| Arbitro: | Drees |

|                         |           |                                              |
| Kießling 39’ Rolfes 54’ | Marcatori | 14’ (rig.) Salihović 40’ Volland 89’ Modeste |

| Arbitro: | Sippel |

|                                   |           |               |
| Polanski 13’ Modeste 51’ Rudy 90’ | Marcatori | 10’ Andreasen |

| Arbitro: | Dingert |

|                              |           |                                       |
| Pizarro 31’, 40’ Shaqiri 34’ | Marcatori | 23’ Modeste 44’ Salihović 75’ Firmino |

| Arbitro: | Brych |

|             |           |              |
| Allagui 11’ | Marcatori | 30’ Polanski |

| Arbitro: | Schmidt |

|                               |           |  |
| Salihović 19’ Vestergaard 41’ | Marcatori |  |

| Arbitro: | Dankert |

|                                       |           |            |
| Bargfrede 18’ García 78’ Petersen 90’ | Marcatori | 3’ Volland |

| Sinsheim 26 aprile 2014, ore 15:30 CEST 32ª giornata | Hoffenheim | 0 – 0 referto | Eintracht Francoforte | Wirsol Rhein-Neckar-Arena (30 150 spett.)\| Arbitro: \| Meyer \| |
| Arbitro:                                             | Meyer      |               |                       |                                                                  |

| Arbitro: | Welz |

|                                            |           |                     |
| Großkreutz 29’ Mxit'aryan 31’ Piszczek 34’ | Marcatori | 5’ Firmino 66’ Süle |

| Arbitro: | Sippel |

|                                  |           |                 |
| Rudy 15’ Firmino 64’ Volland 70’ | Marcatori | 88’ Hochscheidt |

### Coppa di Germania
| Arbitro: | Thomsen |

|  |           |                                                                                     |
|  | Marcatori | 52’, 66’ Firmino 56’, 57’ Modeste 71’ Abraham 80’, 81’ Schipplock 85’, 86’ Herdling |

| Arbitro: | Sippel |

|                                       |           |  |
| Süle 96’ Firmino 104’ Schipplock 117’ | Marcatori |  |

| Arbitro: | Kircher |

|            |           |                                      |
| Farfán 67’ | Marcatori | 21’ Herdling 32’ Volland 35’ Firmino |

| Arbitro: | Gagelmann |

|                  |           |                                           |
| Firmino 39’, 90’ | Marcatori | 26’ (rig.), 44’ (rig.) Rodríguez 64’ Dost |

## Statistiche

### Statistiche di squadra
| Competizione      | Punti | In casa | In casa | In casa | In casa | In casa | In casa | In trasferta | In trasferta | In trasferta | In trasferta | In trasferta | In trasferta | Totale | Totale | Totale | Totale | Totale | Totale | DR  |
| Competizione      | Punti | G       | V       | N       | P       | Gf      | Gs      | G            | V            | N            | P            | Gf           | Gs           | G      | V      | N      | P      | Gf     | Gs     | DR  |
| ----------------- | ----- | ------- | ------- | ------- | ------- | ------- | ------- | ------------ | ------------ | ------------ | ------------ | ------------ | ------------ | ------ | ------ | ------ | ------ | ------ | ------ | --- |
| Bundesliga        | 44    | 17      | 7       | 6       | 4       | 43      | 31      | 17           | 4            | 5            | 8            | 29           | 39           | 34     | 11     | 11     | 12     | 72     | 70     | +2  |
| Coppa di Germania | -     | 2       | 1       | 0       | 1       | 5       | 3       | 2            | 2            | 0            | 0            | 12           | 1            | 4      | 3      | 0      | 1      | 17     | 4      | +13 |
| Totale            | -     | 19      | 8       | 6       | 5       | 48      | 34      | 19           | 6            | 5            | 8            | 41           | 40           | 38     | 14     | 11     | 13     | 89     | 74     | +15 |

### Andamento in campionato
| Giornata  | 1  | 2 | 3 | 4  | 5 | 6  | 7  | 8  | 9  | 10 | 11 | 12 | 13 | 14 | 15 | 16 | 17 | 18 | 19 | 20 | 21 | 22 | 23 | 24 | 25 | 26 | 27 | 28 | 29 | 30 | 31 | 32 | 33 | 34 |
| --------- | -- | - | - | -- | - | -- | -- | -- | -- | -- | -- | -- | -- | -- | -- | -- | -- | -- | -- | -- | -- | -- | -- | -- | -- | -- | -- | -- | -- | -- | -- | -- | -- | -- |
| Luogo     | C  | T | C | T  | C | T  | C  | T  | C  | T  | C  | C  | T  | C  | T  | C  | T  | T  | C  | T  | C  | T  | C  | T  | C  | T  | C  | T  | T  | C  | T  | C  | T  | C  |
| Risultato | N  | V | N | P  | V | P  | N  | N  | P  | V  | P  | P  | P  | N  | V  | N  | P  | P  | V  | N  | V  | N  | V  | P  | P  | V  | V  | N  | N  | V  | P  | N  | P  | V  |
| Posizione | 10 | 7 | 8 | 11 | 7 | 11 | 10 | 10 | 11 | 9  | 9  | 12 | 14 | 14 | 11 | 11 | 12 | 13 | 11 | 11 | 10 | 10 | 10 | 10 | 10 | 10 | 10 | 9  | 9  | 9  | 9  | 9  | 9  | 9  |

Legenda:

Luogo: C = Casa; T = Trasferta. Risultato: V = Vittoria; N = Pareggio; P = Sconfitta.

### Statistiche dei giocatori
| Giocatore      | Bundesliga | Bundesliga | Bundesliga  | Bundesliga | Coppa di Germania | Coppa di Germania | Coppa di Germania | Coppa di Germania | Totale   | Totale | Totale      | Totale     |
| Giocatore      | Presenze   | Reti       | Ammonizioni | Espulsioni | Presenze          | Reti              | Ammonizioni       | Espulsioni        | Presenze | Reti   | Ammonizioni | Espulsioni |
| -------------- | ---------- | ---------- | ----------- | ---------- | ----------------- | ----------------- | ----------------- | ----------------- | -------- | ------ | ----------- | ---------- |
| K. Casteels    | 23         | 0          | 0           | 0          | 2                 | 0                 | 0                 | 0                 | 25       | 0      | 0           | 0          |
| J. Grahl       | 11         | 0          | 1           | 0          | 2                 | 0                 | 0                 | 0                 | 13       | 0      | 1           | 0          |
| T. Paterok     | -          | -          | -           | -          | -                 | -                 | -                 | -                 | -        | -      | -           | -          |
| A. Stolz       | 1          | 0          | 0           | 0          | -                 | -                 | -                 | -                 | 1        | 0      | 0           | 0          |
| D. Abraham     | 20         | 2          | 3           | 0          | 1                 | 1                 | 0                 | 0                 | 21       | 3      | 3           | 0          |
| K. Akpoguma    | -          | -          | -           | -          | -                 | -                 | -                 | -                 | -        | -      | -           | -          |
| A. Beck        | 33         | 1          | 5           | 0          | 4                 | 0                 | 1                 | 0                 | 37       | 1      | 6           | 0          |
| E. Braafheid   | -          | -          | -           | -          | -                 | -                 | -                 | -                 | -        | -      | -           | -          |
| M. Jaissle     | -          | -          | -           | -          | -                 | -                 | -                 | -                 | -        | -      | -           | -          |
| F. Johnson     | 27         | 0          | 0           | 0          | 1                 | 0                 | 0                 | 0                 | 28       | 0      | 0           | 0          |
| P. Schorr      | -          | -          | -           | -          | -                 | -                 | -                 | -                 | -        | -      | -           | -          |
| N. Süle        | 25         | 4          | 2           | 0          | 3                 | 1                 | 0                 | 0                 | 28       | 5      | 2           | 0          |
| R. Szarka      | 2          | 0          | 0           | 0          | -                 | -                 | -                 | -                 | 2        | 0      | 0           | 0          |
| S. Thesker     | 2          | 0          | 1           | 0          | 1                 | 0                 | 1                 | 0                 | 3        | 0      | 2           | 0          |
| J. Toljan      | 10         | 0          | 0           | 0          | 1                 | 0                 | 0                 | 0                 | 11       | 0      | 0           | 0          |
| J. Vestergaard | 25         | 1          | 3           | 0          | 4                 | 0                 | 0                 | 0                 | 29       | 1      | 3           | 0          |
| B. Nazário     | 2          | 0          | 0           | 0          | -                 | -                 | -                 | -                 | 2        | 0      | 0           | 0          |
| T. Elyounoussi | 21         | 0          | 5           | 0          | 4                 | 0                 | 0                 | 0                 | 25       | 0      | 5           | 0          |
| J. Gyau        | 2          | 0          | 0           | 0          | -                 | -                 | -                 | -                 | 2        | 0      | 0           | 0          |
| J. Hamad       | 7          | 0          | 0           | 0          | 1                 | 0                 | 0                 | 0                 | 8        | 0      | 0           | 0          |
| K. Herdling    | 23         | 2          | 4           | 0          | 3                 | 3                 | 1                 | 0                 | 26       | 5      | 5           | 0          |
| E. Polanski    | 32         | 3          | 9           | 0          | 4                 | 0                 | 1                 | 0                 | 36       | 3      | 10          | 0          |
| R. Firmino     | 33         | 16         | 5           | 0          | 4                 | 6                 | 1                 | 0                 | 37       | 22     | 6           | 0          |
| S. Rudy        | 27         | 2          | 6           | 0          | 3                 | 0                 | 0                 | 0                 | 30       | 2      | 6           | 0          |
| S. Salihović   | 28         | 11         | 3           | 1          | 2                 | 0                 | 0                 | 0                 | 30       | 11     | 3           | 1          |
| A. Sassi       | -          | -          | -           | -          | -                 | -                 | -                 | -                 | -        | -      | -           | -          |
| T. Strobl      | 29         | 1          | 4           | 0          | 4                 | 0                 | 0                 | 0                 | 33       | 1      | 4           | 0          |
| B. Vukčević    | -          | -          | -           | -          | -                 | -                 | -                 | -                 | -        | -      | -           | -          |
| K. Karaman     | 5          | 0          | 0           | 0          | -                 | -                 | -                 | -                 | 5        | 0      | 0           | 0          |
| A. Modeste     | 29         | 12         | 3           | 1          | 4                 | 2                 | 0                 | 0                 | 33       | 14     | 3           | 1          |
| S. Schipplock  | 23         | 6          | 5           | 0          | 4                 | 3                 | 2                 | 0                 | 27       | 9      | 7           | 0          |
| K. Volland     | 33         | 11         | 4           | 0          | 4                 | 1                 | 2                 | 0                 | 37       | 12     | 6           | 0          |